# 尼古拉·帕西奇廣場
尼古拉·帕西奇廣場是位於塞爾維亞首都貝爾格勒市中心的一座廣場，廣場的名稱來自於尼古拉·帕西奇，他曾經擔任貝爾格勒市長、塞爾維亞總理和南斯拉夫總理。1959年，廣場上建設了噴泉，並在1987年進行改建。1992年之前，這裡曾被稱為馬克思和恩格斯廣場。在1980年代後期，這座廣場是貝爾格勒第一座更名去除共產主義色彩的廣場。